# اچ‌ام‌اس کرین (۱۸۰۹)
اچ‌ام‌اس کرین (۱۸۰۹) (به انگلیسی: HMS Crane (1809)) یک کشتی بود که طول آن ۱۰۰ فوت ۰ اینچ (۳۰٫۴۸ متر) بود. این کشتی در سال ۱۸۰۹ ساخته شد.